# Rick W. Allen

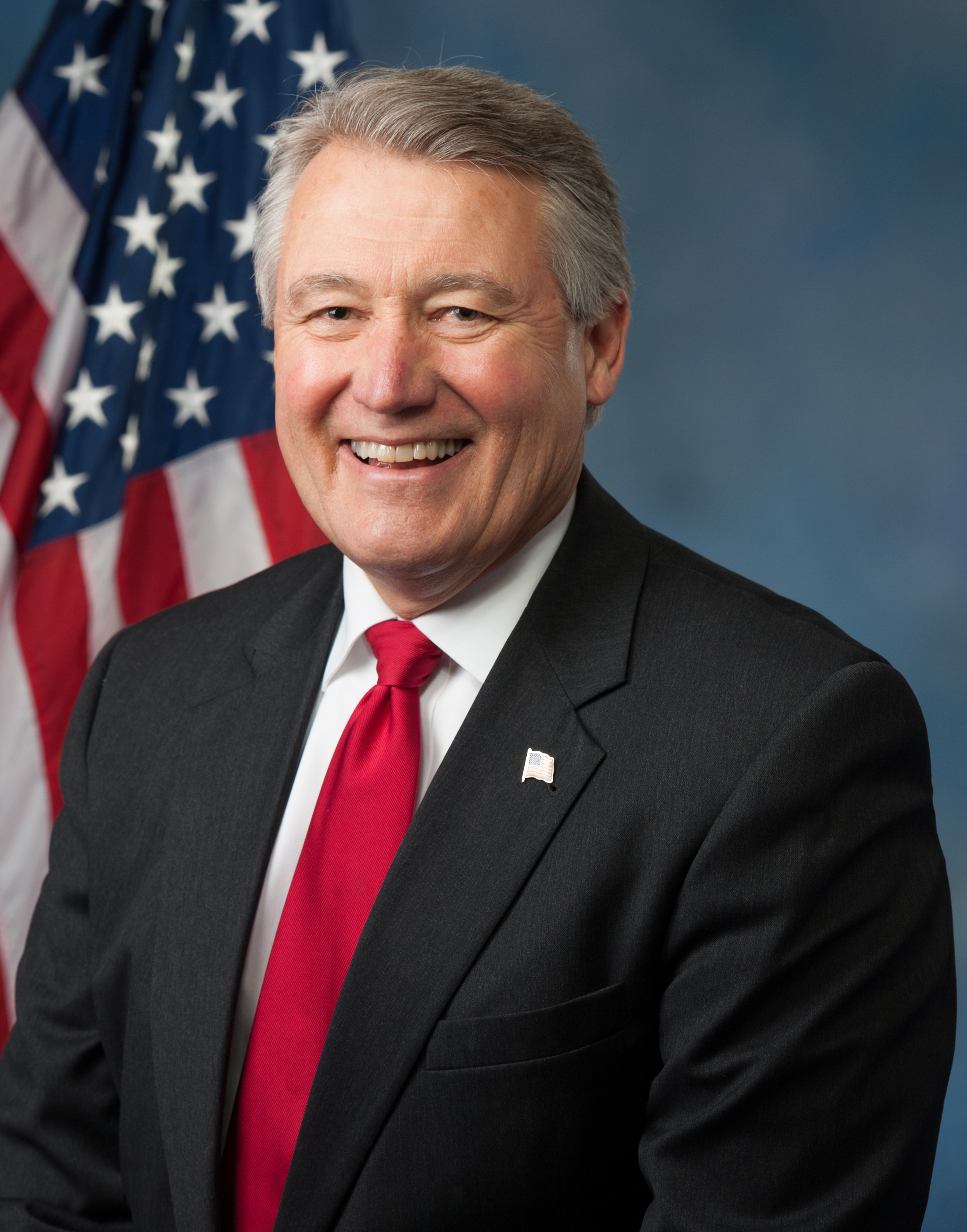
Rick W. Allen (2015)

Richard Wayne „Rick“ Allen (* 7. November 1951 in Augusta, Georgia) ist ein US-amerikanischer Politiker der Republikanischen Partei. Seit 2015 vertritt er den zwölften Distrikt des Bundesstaats Georgia im US-Repräsentantenhaus.

## Werdegang
Rick Allen studierte bis 1973 an der Auburn University in Alabama. In den folgenden Jahren betätigte er sich als Bauunternehmer. Politisch schloss er sich der Republikanischen Partei an. Im Jahr 2012 bewarb er sich noch erfolglos um die Nominierung seiner Partei für die Wahlen zum Kongress, die an Lee Anderson ging. Bei den Kongresswahlen des Jahres 2014 wurde Allen dann aber im zwölften Wahlbezirk Georgias in das US-Repräsentantenhaus in Washington, D.C. gewählt, wo er am 3. Januar 2015 die Nachfolge des Demokraten John Jenkins Barrow antrat, den er bei der Wahl geschlagen hatte. Mit Barrow schied der letzte nicht afroamerikanische Abgeordnete der Demokraten aus dem Deep South aus dem Kongress aus. Nach bisher drei Wiederwahlen in den Jahren 2016 bis 2020 kann er sein Amt bis heute ausüben. Seine aktuelle Legislaturperiode im Repräsentantenhaus des 117. Kongresses läuft bis zum 3. Januar 2023. Die Primary (Vorwahl) seiner Partei konnte er ohne Gegenkandidaten für sich entscheiden. Er wird am 8. November 2022 gegen Liz Johnson von der Demokratischen Partei, die er in der letzten Kongresswahlen schlagen konnte, antreten.

## Verhalten um die Anfechtung der Wahl 2020
Allen gehörte zu den Mitgliedern des Repräsentantenhauses, die bei der Auszählung der Wahlmännerstimmen bei der Präsidentschaftswahl 2020 für die Anfechtung des Wahlergebnis stimmten. Präsident Trump hatte wiederholt propagiert, dass es umfangreichen Wahlbetrug gegeben hätte, so dass er sich als Sieger der Wahl sah. Für diese Behauptungen wurden keinerlei glaubhafte Beweise eingebracht. Der Supreme Court wies eine entsprechende Klage mit großer Mehrheit ab, wobei sich auch alle drei von Trump nominierten Richter gegen die Klage stellten.

## Ausschüsse
Allen ist aktuell Mitglied in folgenden Ausschüssen des Repräsentantenhauses:
- Committee on Agriculture
  - Conservation and Forestry
  - General Farm Commodities and Risk Management
- Committee on Education and Labor
  - Early Childhood, Elementary, and Secondary Education
  - Health, Employment, Labor, and Pensions (Ranking Member)